# چانگ‌دیوک گونگ
چانگ‌دیوک گونگ یا کاخ چانگ‌دیوک به همراه پارکی بزرگ در ناحیه جونگنو، سئول، کره جنوبی واقع شده‌است . این کاخ یکی از پنج کاخ بزرگ سئول است که به وسیله پادشاهان سلسله چوسان بنا شده‌اند. از آنجا که مکان آن در شرق کاخ گیونگ‌بوک قرار گرفته، چانگ‌دیوک گونگ همراه با چانگ‌گیونگ گونگ به عنوان کاخ شرقی شناخته می‌شوند. معنای تحت‌اللفظی چانگ‌دیوک گونگ، «کاخ کامیابی در پاکدامنی» است. این کاخ در سال ۱۹۹۷ در فهرست میراث جهانی یونسکو به ثبت رسید.

## نگارخانه

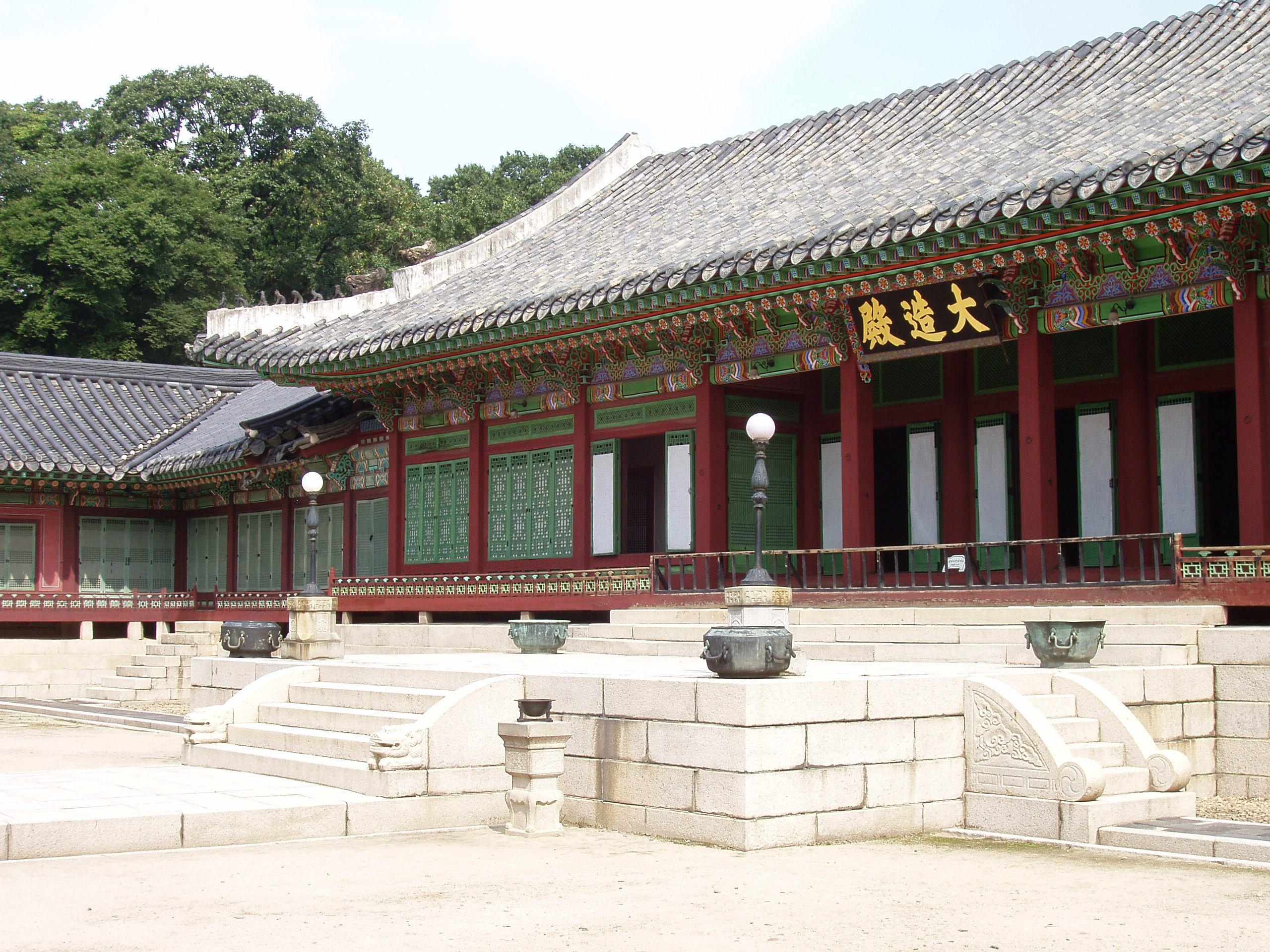
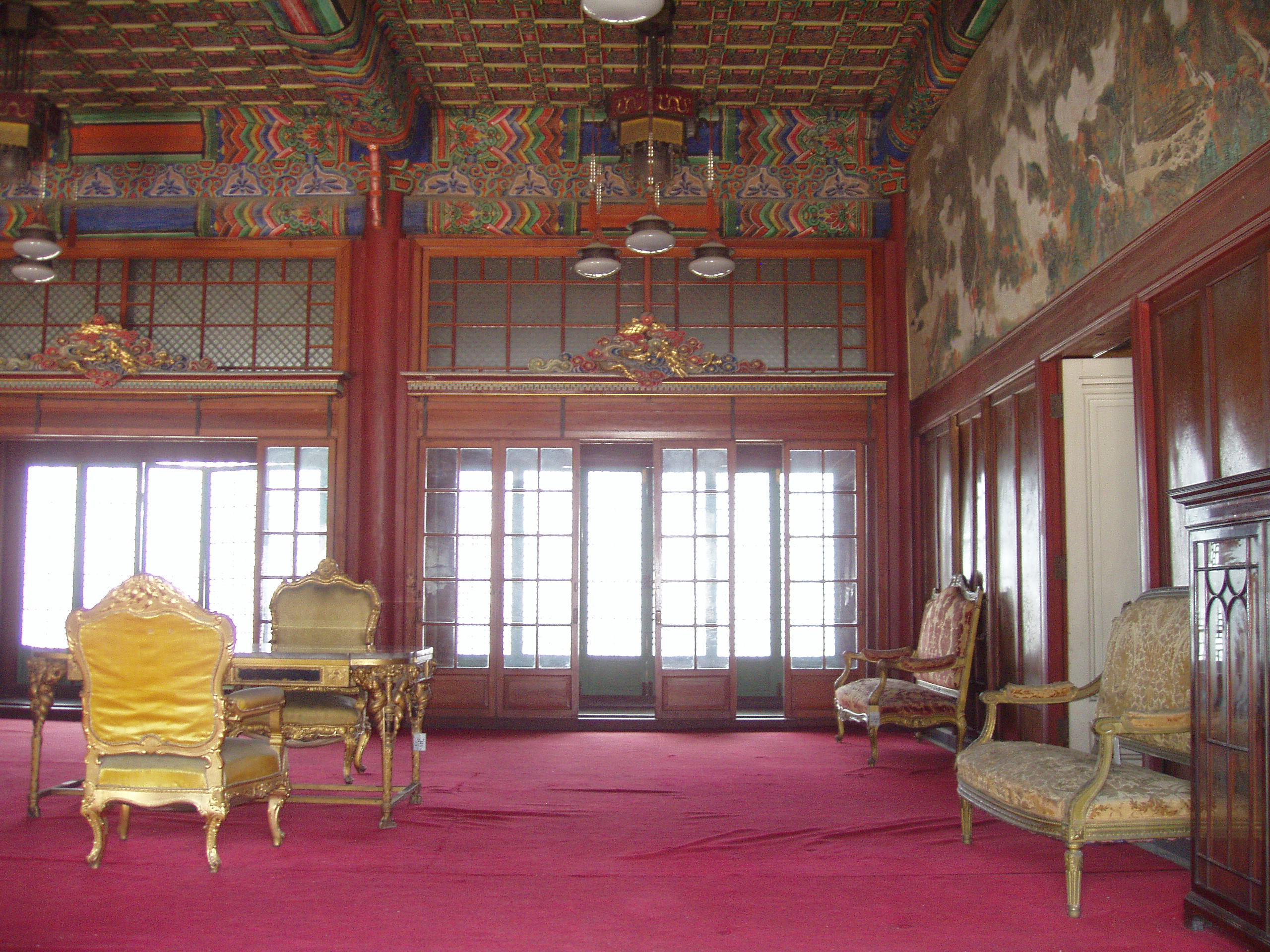
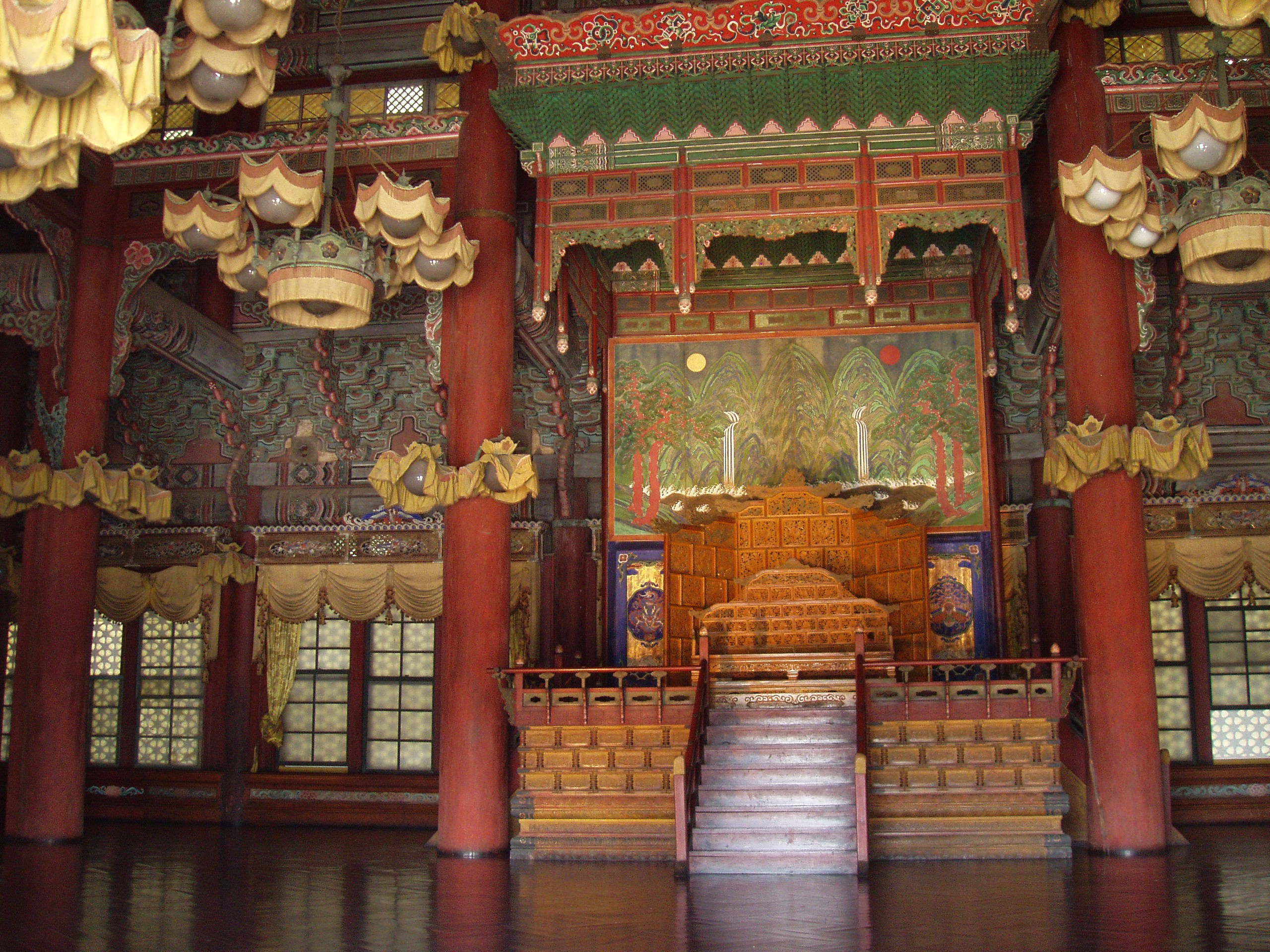
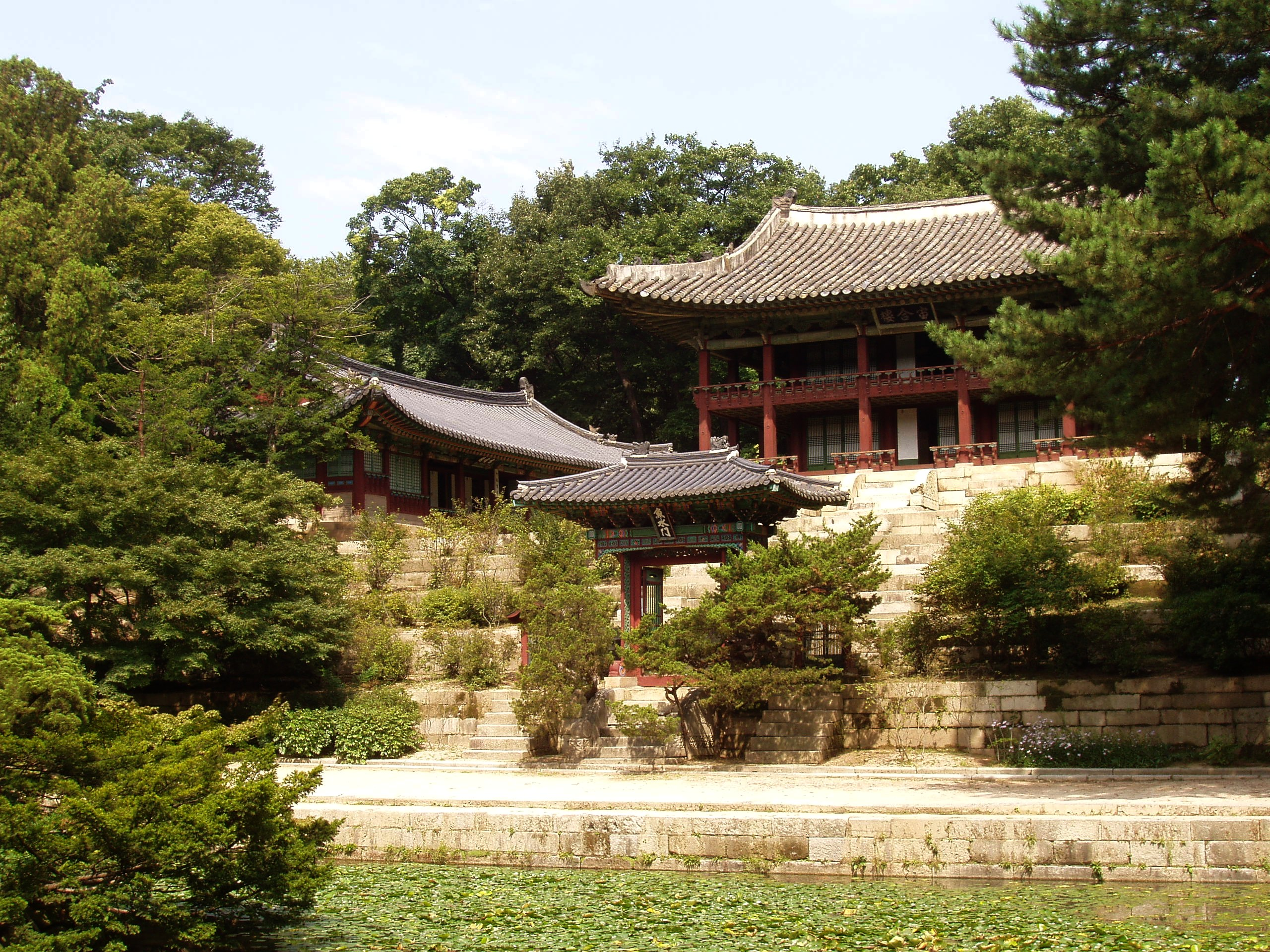
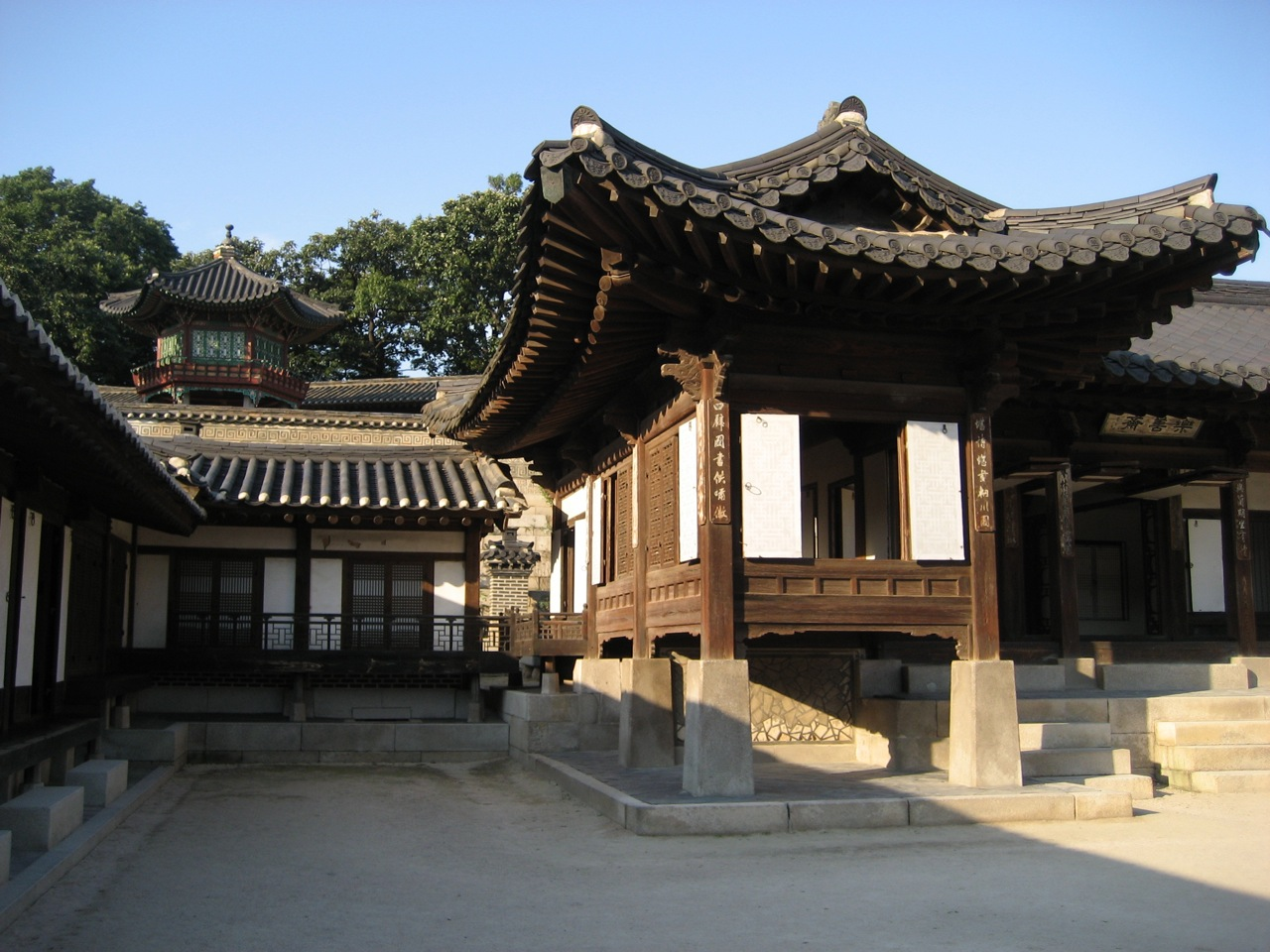
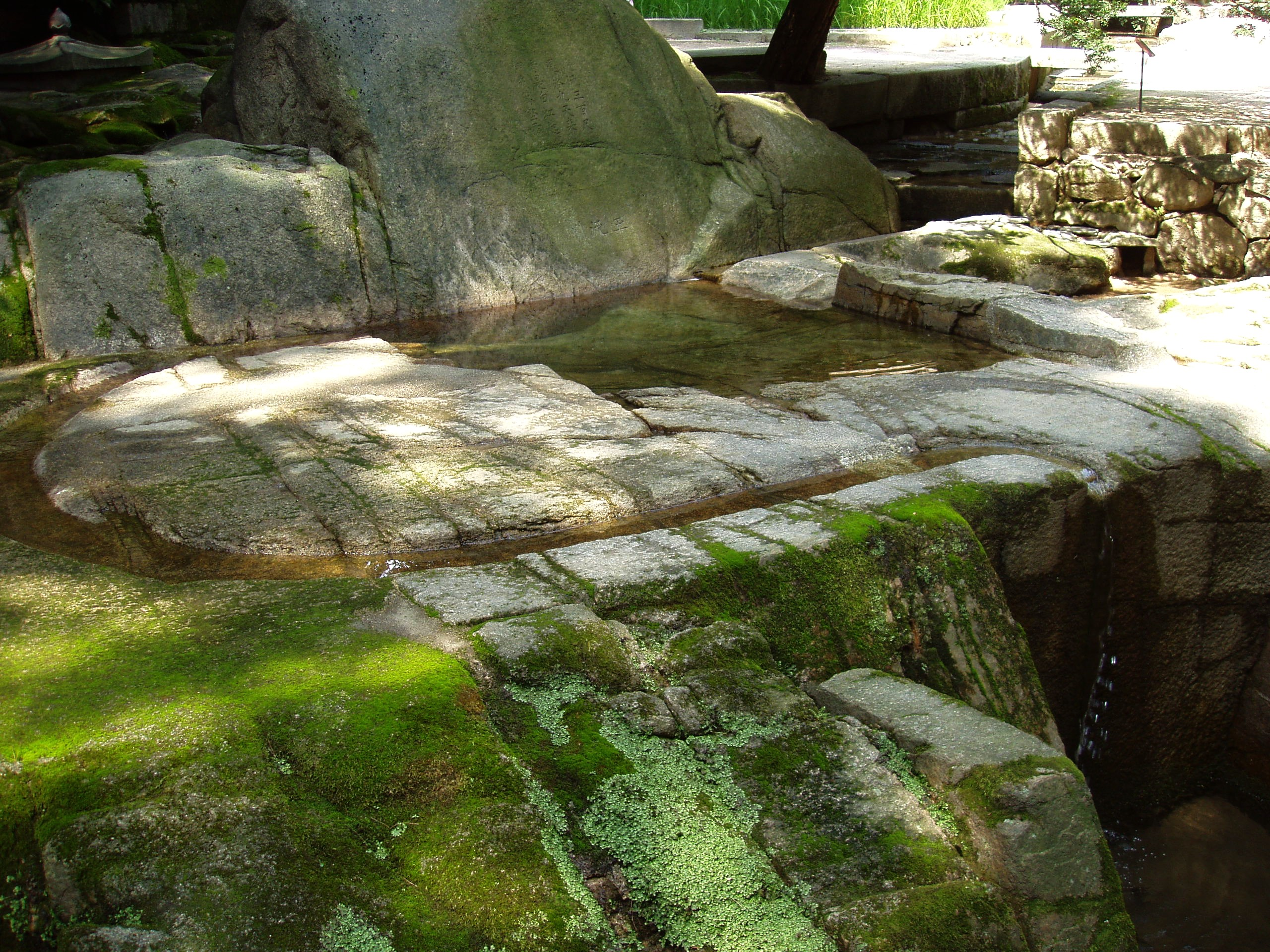
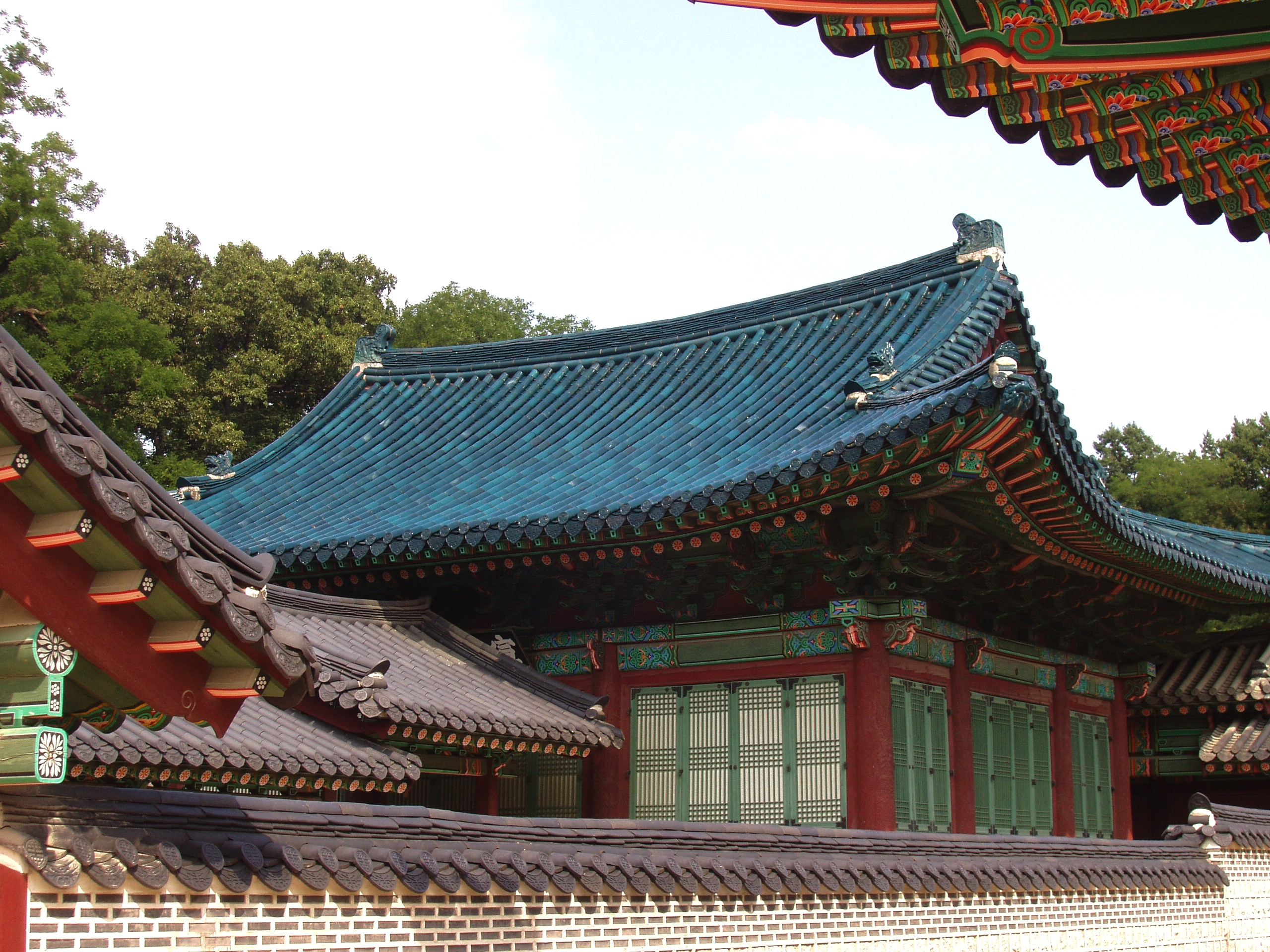
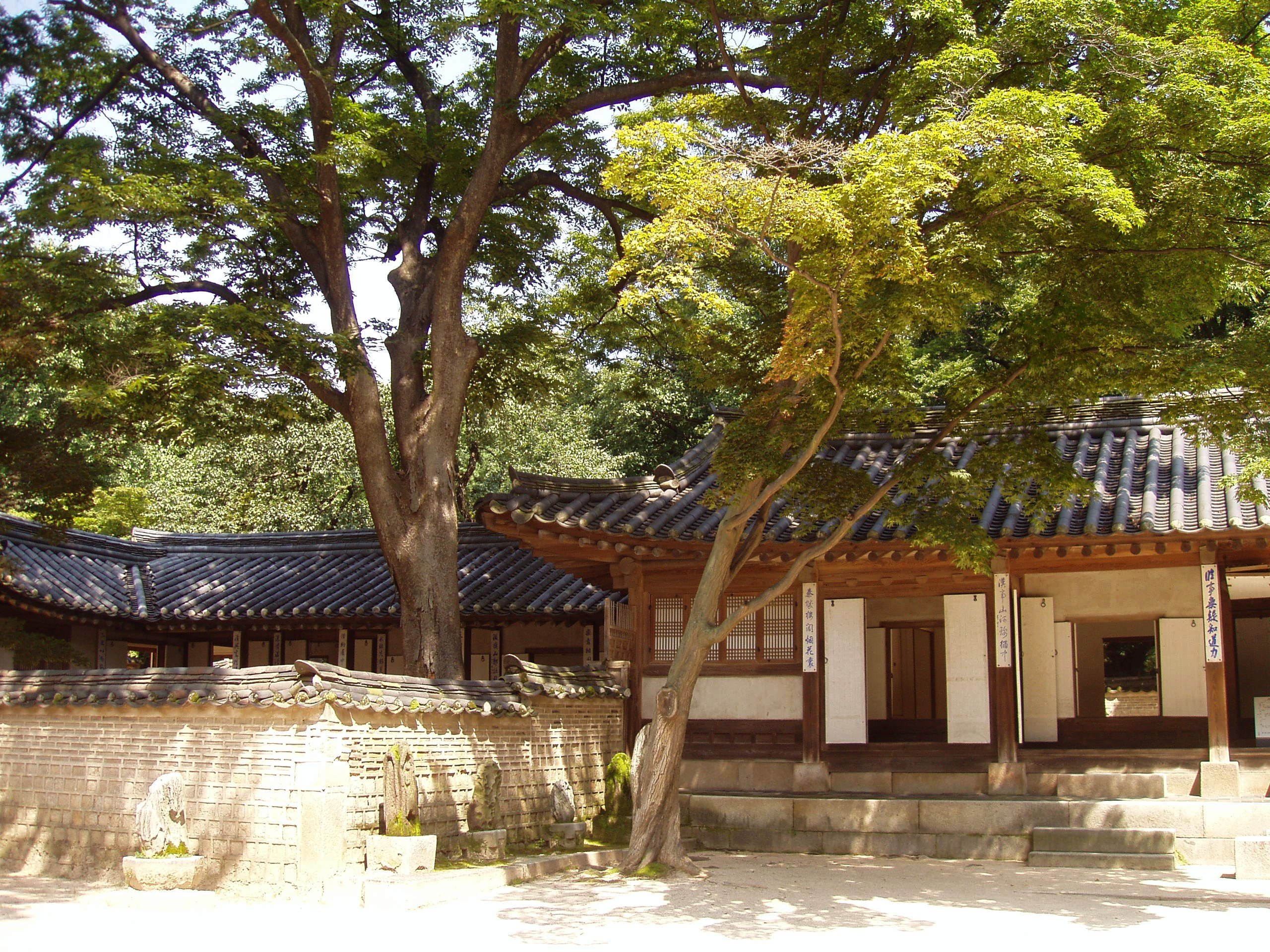